# Gránulo específico
Los gránulos específicos son vesículas secretoras, encontradas exclusivamente en las células del sistema inmunitario denominadas granulocitos.
A veces se describe como aplicado específicamente a los neutrófilos, y el término se usa asimismo para otros tipos de células.
Estos gránulos almacenan una mezcla de moléculas citotóxicas, incluyendo muchas enzimas y pépticos antimicrobiales, que se liberan por un proceso denominado desgranulación, que sigue a la activación el granulocito por un estímulo inmune.
Los gránulos específicos se conocen también como "gránulos secundarios".

## Importancia clínica
Una deficiencia de gránulos específicos puede asociarse con CEBPE.